# Björksplintborre
Björksplintborre (Scolytus ratzeburgii) är en skalbaggsart i släktet Scolytus och familjen äkta vivlar (Curculionidae).

## Utbredning
Björksplintborren har en palearktisk utbredning som sträcker sig från centrala, östra och norra Europa genom Ryssland och Mongoliet och österut till Japan. 

### Förekomst i Sverige
I Sverige förekommer arten över hela landet utom allra längst i norr. Den klassas som livskraftig (LC) i Sverige.

## Biologi
Björksplintborren flyger under juni och juli, och angriper då döda eller döende björkar. Honan anlägger en gång i trädet där hon lägger upp till ett hundratal ägg.  Larverna äter sig sedan ut vinkelrätt mot modergången i slingrande gångar. De övervintrar som larver och förpuppas på försommaren. De nykläckta skalbaggarna äter sig sedan ut genom runda så kallade flyghål, och söker därefter upp levande kvistar som de äter på.
Arten lever av både glasbjörk och vårtbjörk. Björkar som är stressade på grund av till exempel vatten- eller syrebrist angrips i större utsträckning.

## Ekologi
Björksplintborren klassas av Skogsstyrelsen som en signalart då den indikerar att ett område innehåller död eller döende björkved. Artens larver äts av större hackspett, som hackar fram dem under barken under vintern. När den döda veden därigenom blottas av hackspetten gynnas andra skalbaggs- och stekelarter, vars larver föredrar kal, hård ved. Björksplintborren inleder ofta denna kedja av mångfald och anses därför vara en nyckelart.

## Bildgalleri

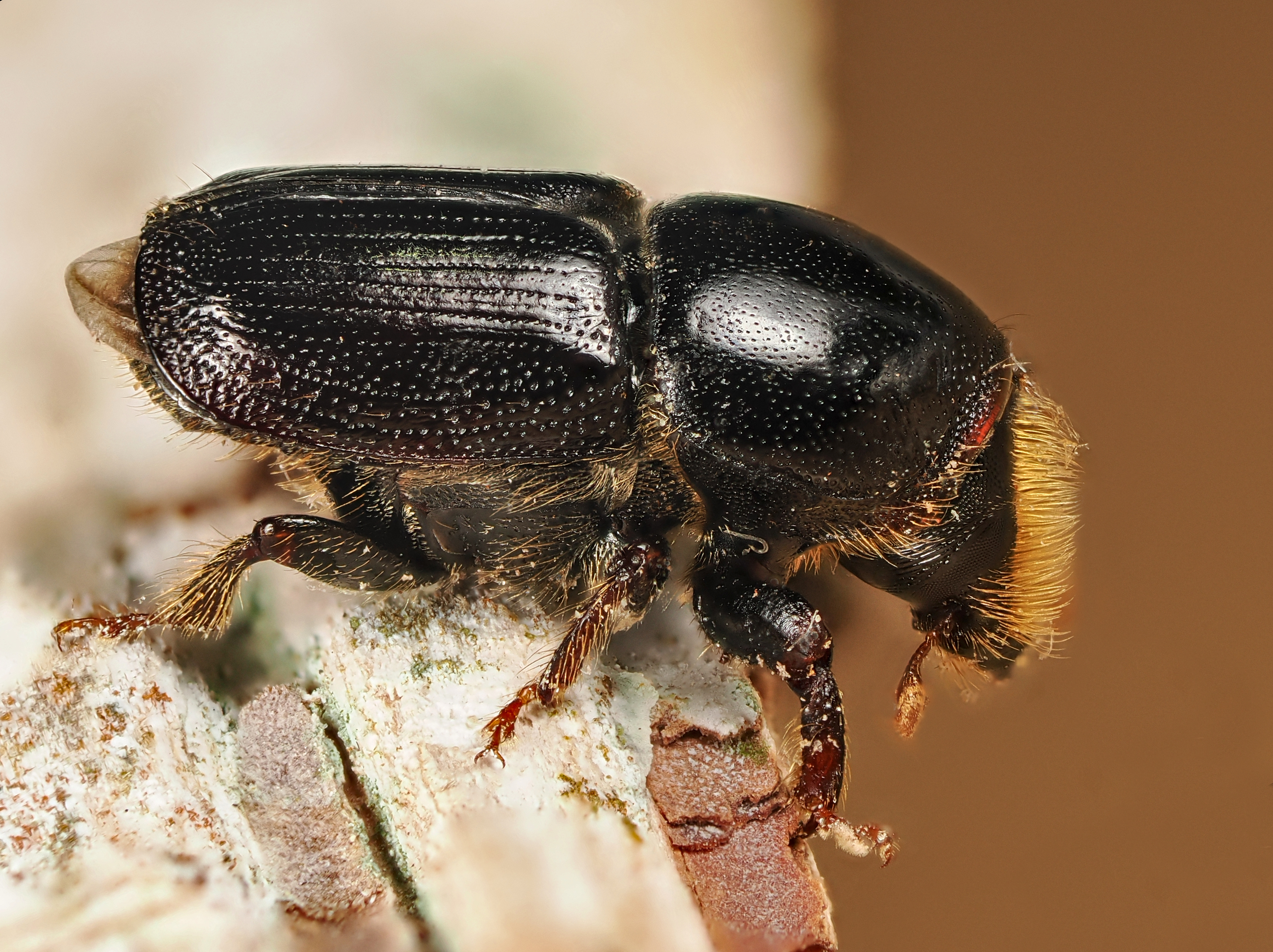
Adult skalbagge.
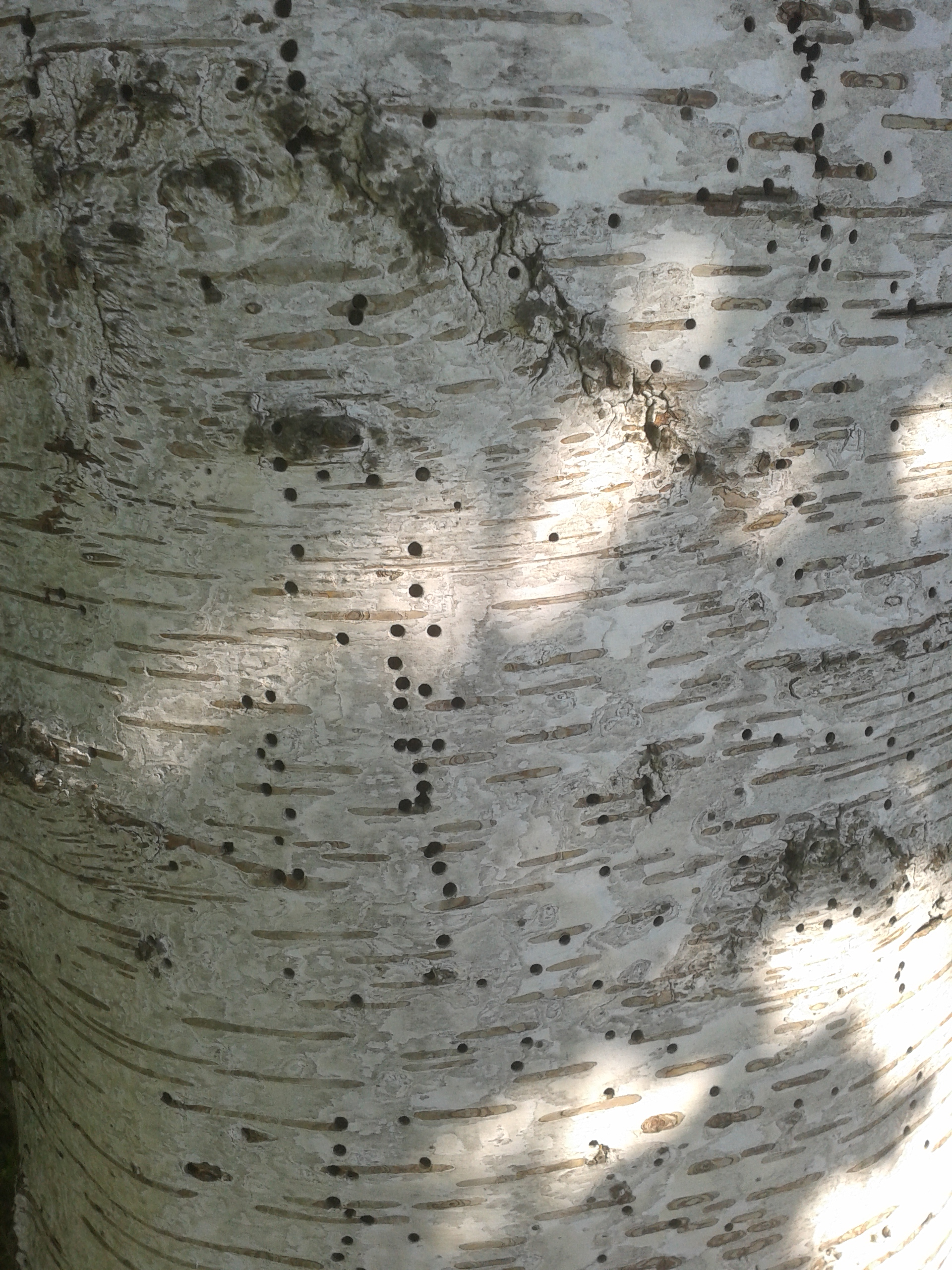
Utgångshål efter larver.
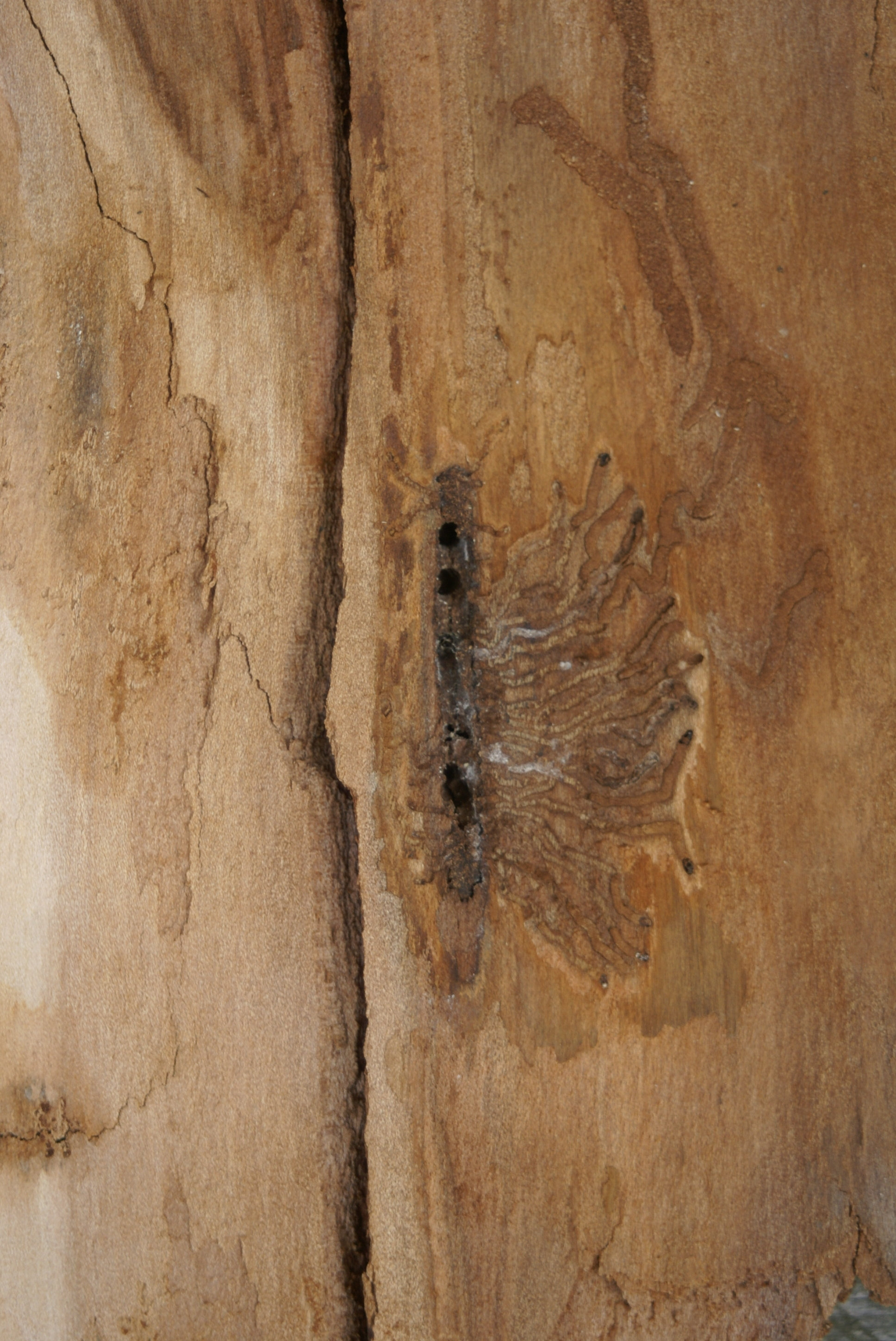
Modergång, larvgångar och utgångshål i veden.